# Xã Flat Creek, Quận Lawrence, Arkansas
Xã Flat Creek (tiếng Anh: Flat Creek Township) là một xã thuộc quận Lawrence, tiểu bang Arkansas, Hoa Kỳ. Năm 2010, dân số của xã này là 128 người.